# Nudismo

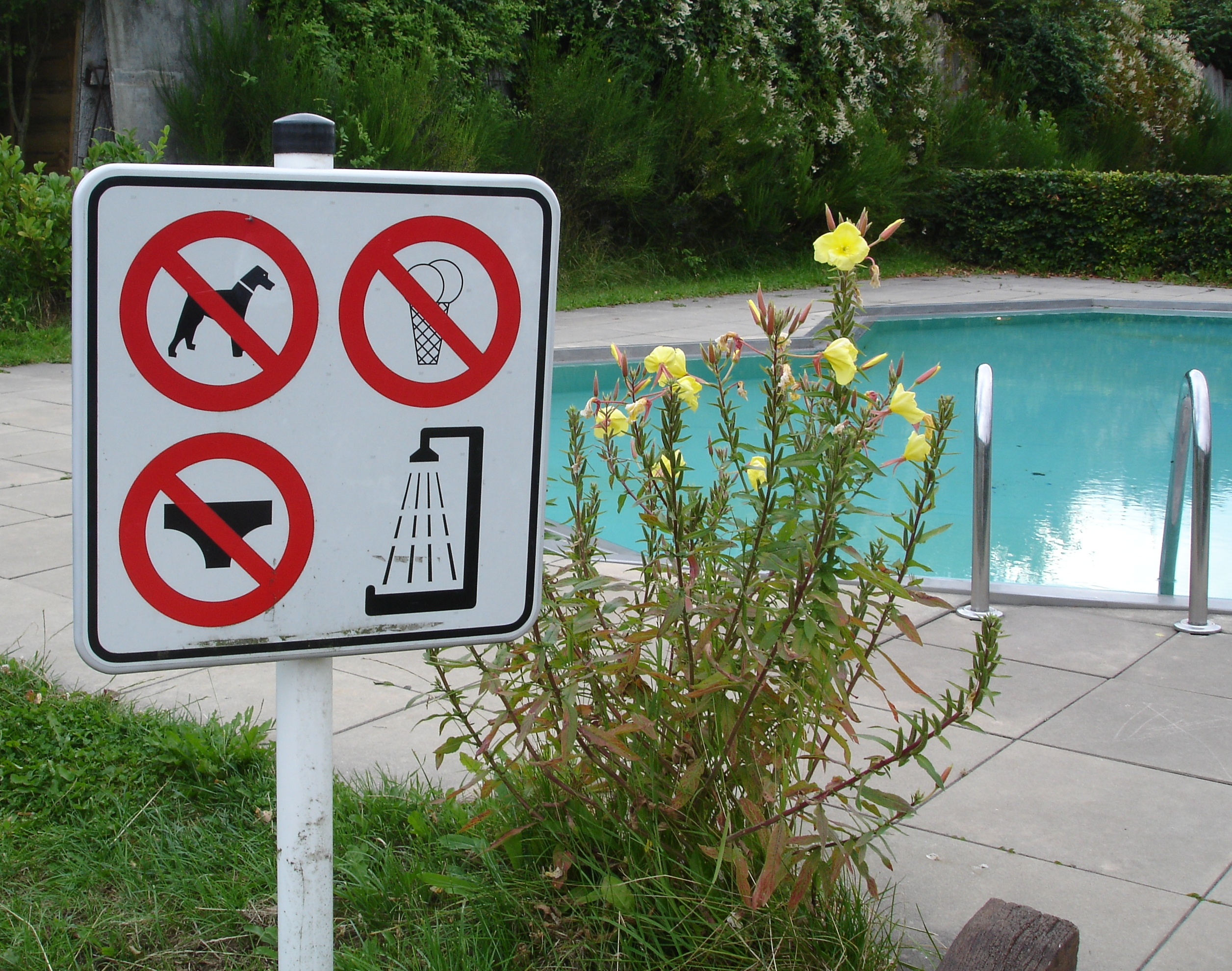
Indicação de proibição de roupa em piscina, local de prática nudista

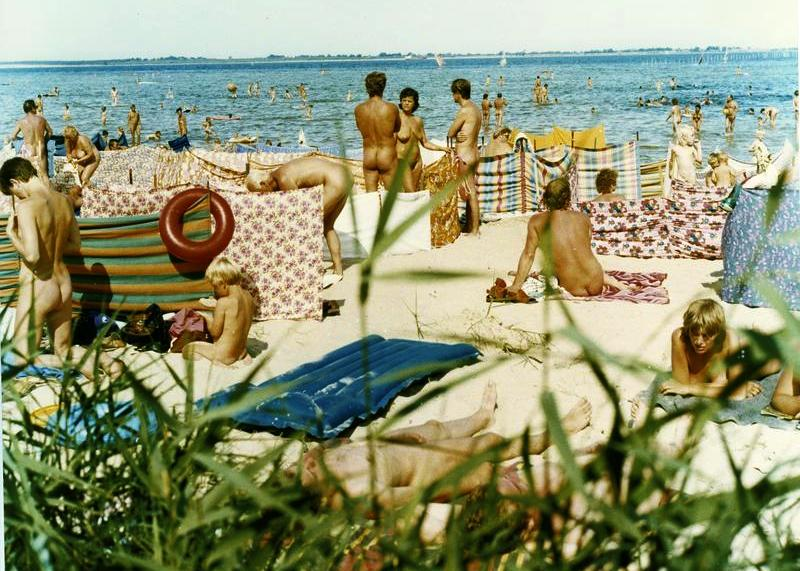
Rostock (Alemanha), praia onde se pratica o nudismo

O nudismo é uma prática que faz parte do naturismo e que consiste na não utilização de roupas para atividades recreativas em ambientes sociais, onde a pessoa possa ficar nua. A nudez total é vista como uma forma de contacto com a natureza e sem conotações sexuais. A prática do nudismo pode acontecer em praias, parques públicos, lagos, piscinas ou outros espaços - ao ar livre ou não - normalmente em áreas designadas para o efeito.
Porém é importante salientar que nos dias atuais, a pratica do nudismo não precisa estar necessariamente atrelada ao naturismo. Pois o naturismo é um estilo de vida que consiste em práticas que fazem as pessoas terem um contato total com a natureza, onde ficar nu é uma das características. É possível ser nudista sem ser necessariamente naturista, pois há pessoas que aderem a práticas por seus mais variados motivos.  

## Organismos oficiais
“"(…) esta prática [o nudismo] tem tido um enorme desenvolvimento na Europa e no mundo (…) vantagens para a saúde física e mental (…) liberta as mentalidades de complexos de moral sexual retrógradas e bloqueadoras (…) acentua a unidade rica e perfeita do corpo e do espírito" (…)”

— Excertos do primeiro discurso de índole nacional do deputado José Sócrates na Assembleia da República, 19 de Abril de 1988.
- Federação Portuguesa de Naturismo (FPN)
- Federação Brasileira de Naturismo (FBrN)

### Brasil

#### Organismos e Federações
- Federação Brasileira de Naturismo (FBrN)
- SAMPANAT - Grupo Naturista da Grande São Paulo.

#### Páginas de carácter pessoal
- Naturistas Cristãos - Relações entre nudez social e espiritualidade sob uma ótica cristã.
- Blog Naturista - Blog com informações e links sobre naturismo no Brasil.

### Portugal

#### Organismos e Federações
- Federação Portuguesa de Naturismo (FPN)
- Jovens Pelo Naturismo (JPN)
- Clube Naturista do Centro (CNC)
- Clube Naturista do Algarve (CNA)
- Sociedade Portuguesa de Naturalogia (SPN)
- Associação Alma Naturista (AAN)

#### Páginas de carácter pessoal
- Naturalmente Naturista - Informação e divulgação do naturismo em Portugal
- NaturismoNortenho - Promoção do naturismo no norte de Portugal
- I Nudisti
- Blog Alma Naturista